# Dodge Polara
La Polara è un'autovettura full-size prodotta dalla Dodge dal 1960 al 1973.

## Il contesto
Al momento del lancio, la Polara fu collocata al top della gamma Dodge, cioè all'apice dell'offerta dei modelli full-size della casa automobilistica statunitense. Nel 1962, con l'introduzione della Dodge Custom 880, la Polara fu retrocessa di una posizione appena sotto il modello citato, che diventò quindi il modello al top di gamma della Dodge. La Polara, nell'occasione, fu anche rimpicciolita. Il nome Polara fu poi utilizzato dalla Dodge fino al 1973, quando il modello fu sostituito dalla Dodge Monaco.
La "Polara" derivava il suo nome dalla stella polare. Ciò fu un chiaro riferimento alla corsa allo spazio, che era in auge negli anni sessanta. I diretti concorrenti della Polara furono la Ford Galaxie 500 e la Chevrolet Impala.
Il 1960 fu il primo anno in cui tutti i modelli del gruppo Chrysler, tranne le vetture Imperial, erano costruiti utilizzando una monoscocca. La Polara aveva il motore montato anteriormente e la trazione posteriore.

## La prima serie: 1960–1961
Il 1960 fu l'anno d'introduzione della Polara. Il modello, come tutte le altre vetture full-size Dodge, ereditò la linea dei modelli dell'anno precedente, la quale era l'evoluzione dello stile "Forward Look" di Virgil Exner, che fu introdotto nel 1957. La Polara e la Matador continuarono a possedere il passo da 3.099 mm dei modelli predecessori, mentre la leggermente più piccola Dodge Dart, che era anch'essa full-size, aveva un passo di 2.997 mm. La Polara era disponibile in versione berlina quattro porte, coupé due porte, cabriolet due porte e familiare quattro porte.
Le Dodge full-size del 1960 continuarono ad utilizzare quegli stilemi tipici della marca, come i fari posteriori sovrapposti e con alloggiamenti a forma di razzo. Le dimensioni di tali fari crebbero notevolmente rispetto alle versioni dell'anno precedente, con quelli inferiori installati nel paraurti posteriore. La linea incorporava le caratteristiche pinne posteriori che, sulla Polara, includevano anche i fanali posteriori. Sulla Polara e sulla Matador le pinne erano relativamente corte rispetto a quelle della Dart, dato non erano realizzate utilizzando i lamierati di modelli Plymouth. Visto che era al top della gamma, la Polara era dotata di interni migliori e di un allestimento di alto livello. Le Polara ricevettero anche un allestimento esterno più completo tra cui un parasassi cromato dietro ai passaruota posteriori, una modanatura cromata su tutta la lunghezza del corpo vettura ed un inserto cromato sulla sommità di ogni faro anteriore.
Nel 1961 la Dodge tolse dal mercato la Matador, lasciando la Polara come unico modello di alto livello. Nell'anno citato le pinne furono modificate e vennero rese più alte. La modifica non ebbe però successo, dato che lo stile delle Dodge era estremamente particolare ed era unico nel panorama automobilistico statunitense dell'epoca. I consumatori però non apprezzarono, e le vendite dei modelli Dodge full-size calarono drasticamente, toccando il punto più basso dal 1914, cioè dall'anno di fondazione della casa automobilistica, con soli 14.032 esemplari prodotti negli Stati Uniti. Per il secondo anno consecutivo le vendite dei modelli Dodge furono trainate dalla Dart, di cui furono invece prodotti 142.000 esemplari. Comunque, le vendite della Dodge nel 1961 calarono del 53% rispetto a quelle dell'anno precedente. Ciò comportò la retrocessione del marchio dalla sesta alla nona posizione nella classifica delle case automobilistiche statunitensi per volumi produttivi.
Questa prima serie di Polara è stata prodotta a Detroit, nel Michigan.

## La seconda serie: 1962–1964

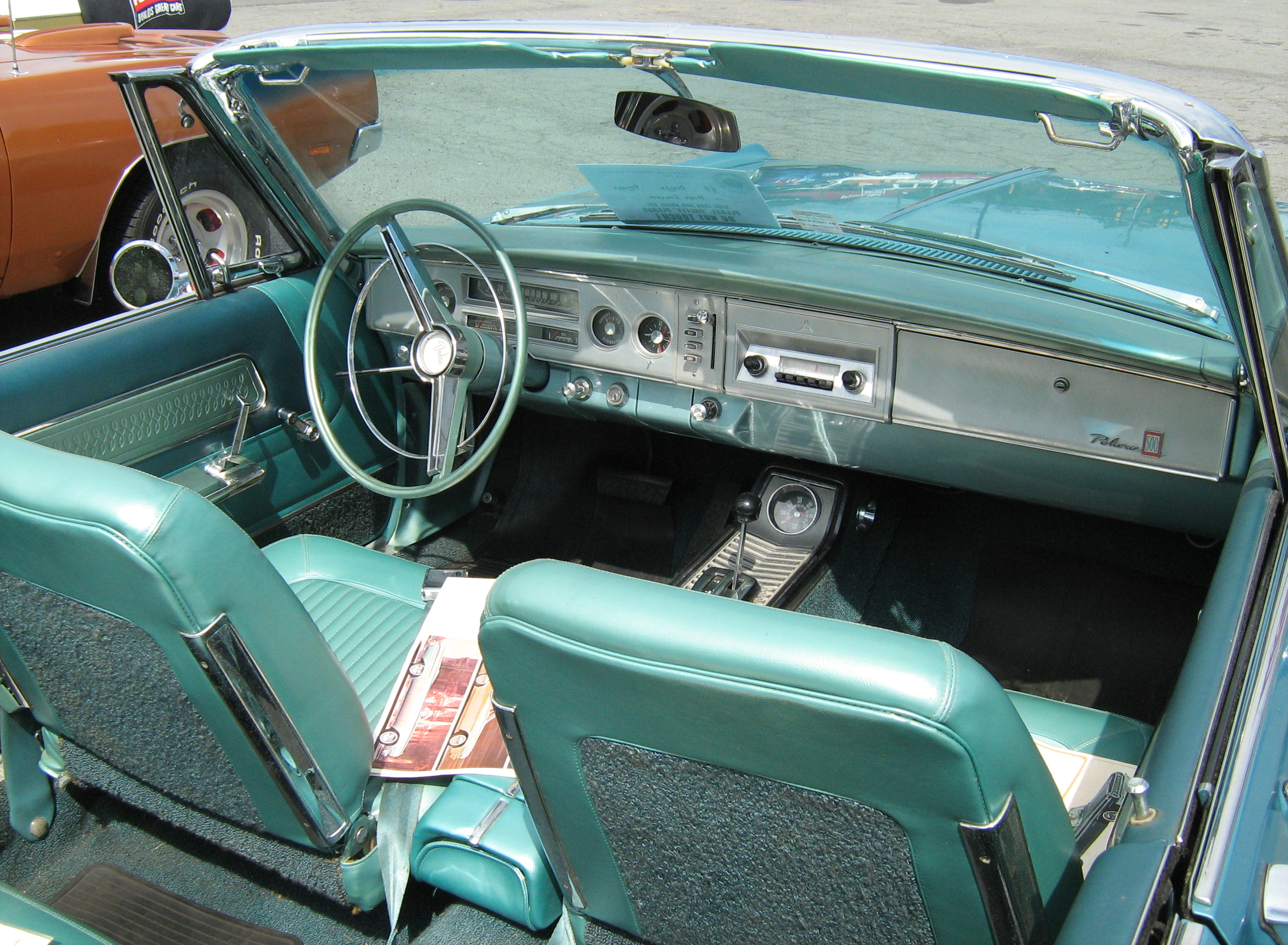
Gli interni di una Polara 500 cabriolet del 1964

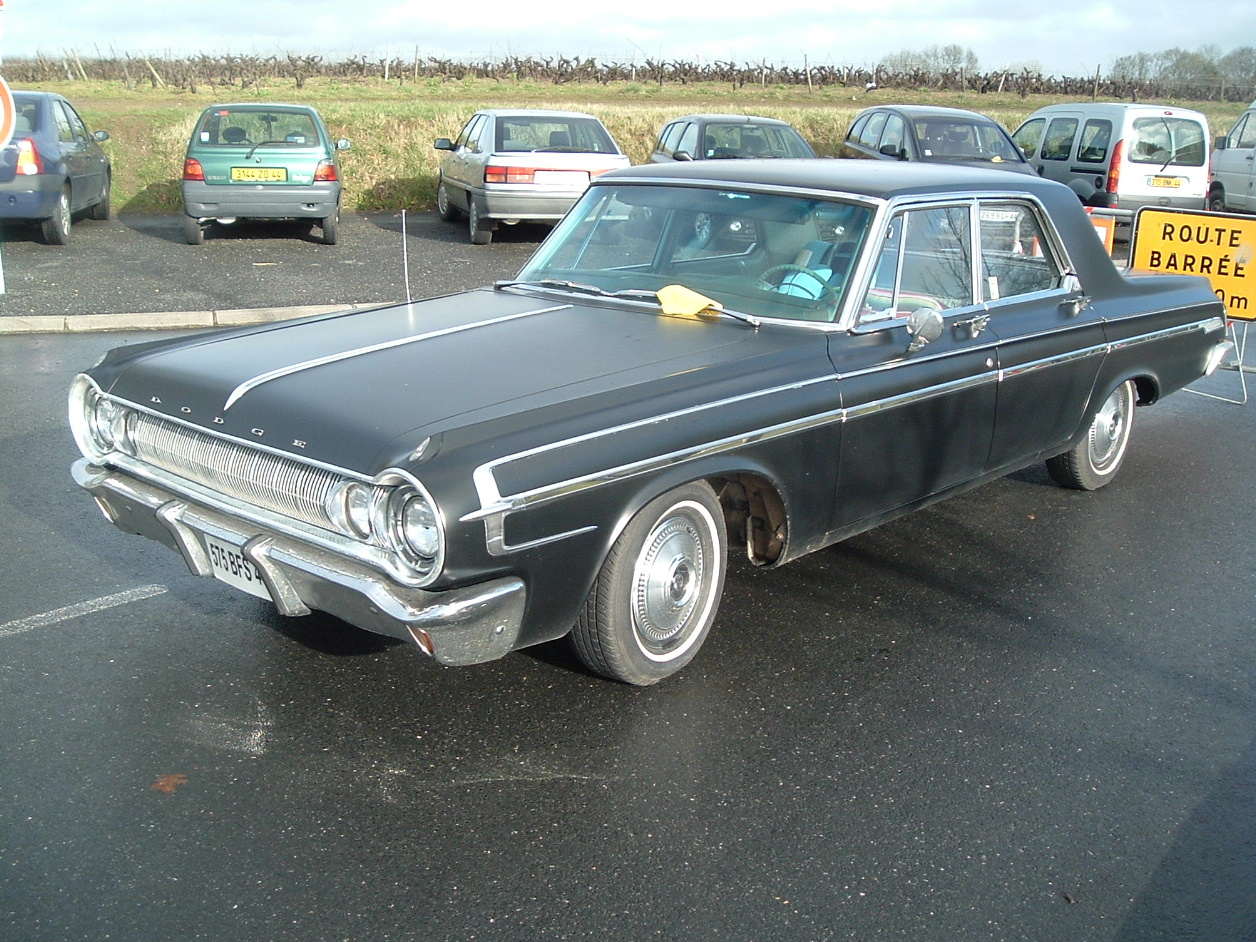
Una Dodge Polara versione berlina appartenente alla seconda serie

Nel 1962, anno del lancio della seconda serie di Polara, tutti i modelli Dodge ebbero in dotazione una carrozzeria più piccola, leggera e dotata di un passo di 2.946 mm. Ciò fu causato da voci di corridoio che riportavano il fatto che la Chevrolet avesse previsto per il 1962 un rimpicciolimento dei propri modelli. Gli ingegneri del gruppo furono quindi obbligati a rivedere completamente i progetti delle Dodge full-size previste per il 1962. In poco tempo, essi accorciarono i modelli con l'intenzione di farli competere più direttamente con le ipotetiche nuove vetture Chevrolet che erano in procinto di essere lanciate sui mercati. Comunque, le voci si rivelarono infondate e la Chevrolet offrì dei modelli full-size le cui dimensioni erano paragonabili a quelle degli anni precedenti, e quindi i modelli più piccoli della Dodge e della Plymouth furono lanciati inutilmente sui mercati. Questi modelli, in aggiunta, vennero accolti freddamente dai potenziali acquirenti e dalla stampa specializzata. I nuovi modelli Dodge avevano delle dimensioni che erano paragonabili alla mid-size Ford Fairlane, piuttosto che ai modelli full-size della Ford oppure della General Motors.
Avendo compreso l'errore, la Dodge si affrettò a lanciare sui mercati un nuovo modello full-size, prendendo spunto dal frontale della Polara del 1961 e dal corpo vettura di alcuni modelli Chrysler del 1962. Questo nuovo modello fu la Custom 880, che venne introdotta il 21 gennaio 1962 posizionandosi al top della gamma Dodge.
Nel 1962 venne introdotta la Polara 500, cioè una versione sportiva due porte coupé che era dotata di sedili singoli. Alla coupé, nel dicembre dello stesso anno si aggiunsero anche le versioni hardtop quattro porte e cabriolet due porte. Nella gamma Dodge, posizionate sotto la Polara 500, erano collocate in ordine decrescente la Dart 440 e la Dart 330. In Canada questi ultimi due modelli erano commercializzati come Dodge 440' e Dodge 330. Solo sul mercato canadese fu anche offerta la Dodge 220.
Il corpo vettura rimase pressoché immutato dal 1962 al 1964, tranne che per un intervento di allungamento voluto dal vicepresidente della Chrysler, Elwood Engel.
Nel 1963 il passo aumentò a 3 023 mm ed il modello ebbe in dotazione dei nuovi lamierati. Il nome Dart fu riassegnato ad un modello compact che precedentemente era conosciuto come Dodge Lancer.
Nel 1964 fu aggiornato il frontale e vennero installati dei nuovi fanali posteriori che erano costituiti da tre luci quadrate per lato (i modelli Dodge più piccoli erano invece dotati di due luci per lato). La parte posteriore invece si ispirava a quella della Chevrolet Impala. La Polara fu poi dotata di un pannello con finiture brillanti. Anche la linea fu aggiornata, e ciò comportò un aumento delle vendite.
Anche questa seconda serie di Polara è stata prodotta a Detroit, nel Michigan.

## La terza serie: 1965–1968

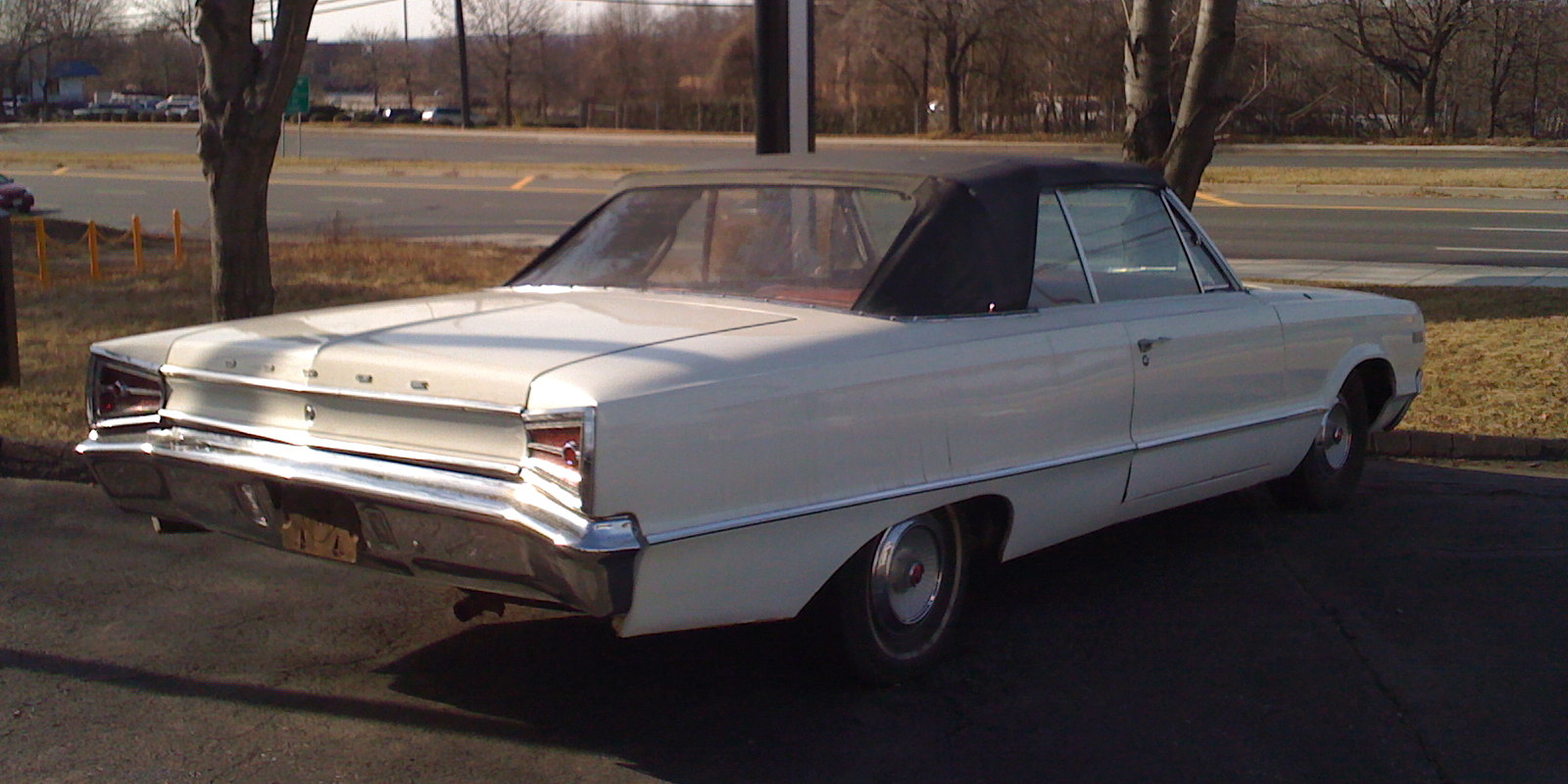
Una Polara cabriolet del 1965

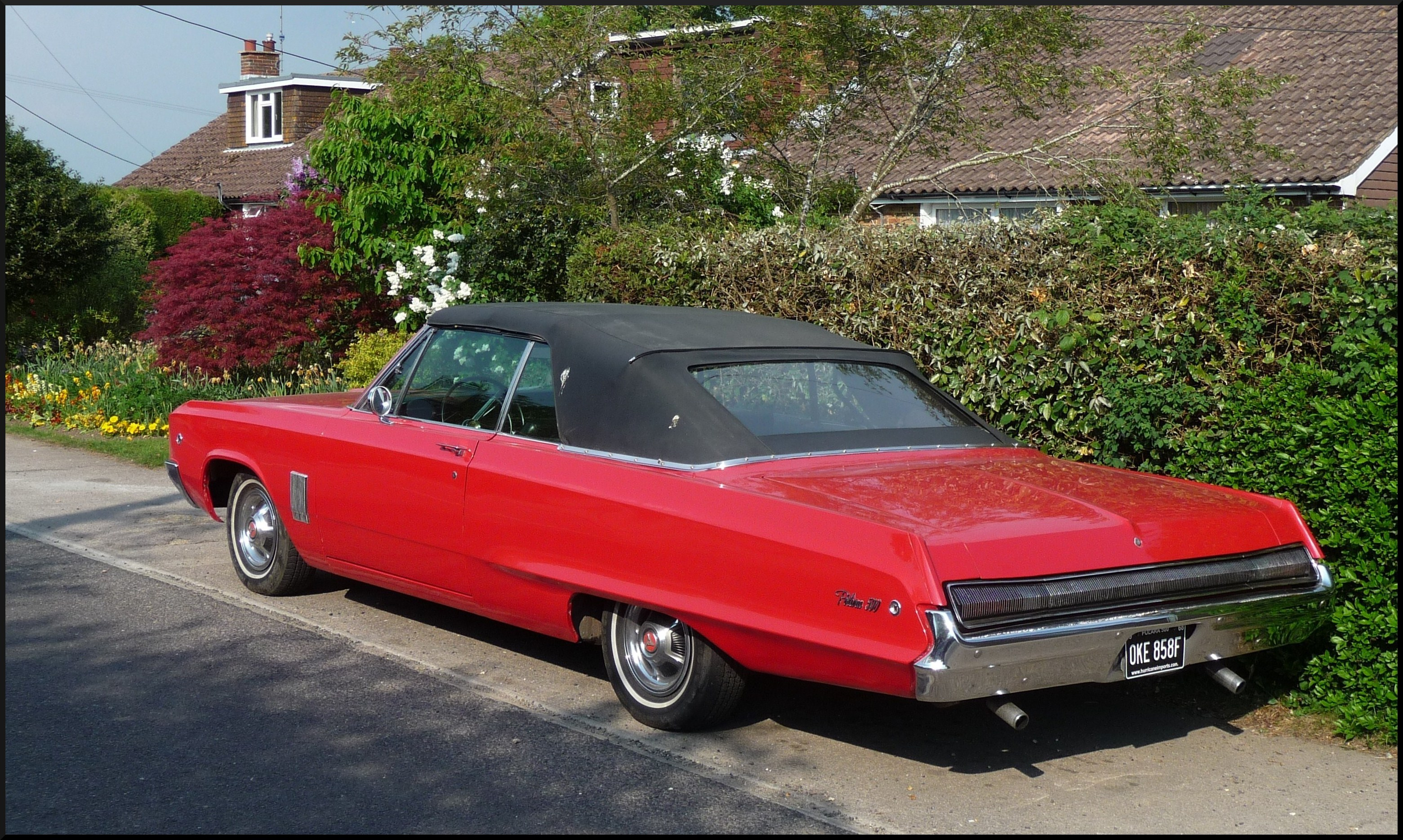
Una Polara cabriolet del 1968

Nel 1965 la Chrysler spostò la Polara sul pianale C del gruppo. Questa piattaforma full-size era comune anche ad altri modelli Chrysler e Plymouth. La gamma della nuova Polara era formata da un'offerta completa di corpi vettura. La nuova Polara, alla fine, sostituì la Custom 880, e la Monaco, appena introdotta, si collocò al top della gamma della Dodge. Le "Polara" della generazione precedente però non uscì di produzione, ma continuò ad essere commercializzata come Dodge Coronet.
Questa nuova Polara fu però criticata per gli alti consumi. Nel model year 1966, come già accennato, la Polara sostituì la Custom 880 come modello intermedio della gamma Dodge, mentre la nuova Monaco 500 sostituì la Monaco dell'anno precedente. I modelli del 1967 furono oggetto di un facelift nell'occasione del quale le versioni coupé adottarono un tetto dalla linea fastback. Nel 1967, a causa di nuove norme governative, venne introdotto un pacchetto per la sicurezza che comprendeva un piantone dello sterzo in grado di assorbire parte dell'energia scaturita da un eventuale impatto, un volante con delle migliori caratteristiche collegate alla sicurezza, un cruscotto imbottito con dei controlli dai contorni meno spigolosi, una maggiore presenza di superfici imbottite ed un doppio circuito idraulico dei freni.
Una costante dei modelli prodotti dal 1965 al 1968 fu la presenza di linee più tese e squadrate, che furono comunque aggiornate annualmente. Dal 1965 al 1970, la Polara era l'unico modello full-size offerto negli Stati Uniti ad avere compresa nella gamma la versione cabriolet.
Basata sul pianale C della Chrysler, questa seconda serie di Polara è stata prodotta a Detroit, nel Michigan.
I motori utilizzati su questa generazione di Polara furono dei V8 di varie cilindrate. Più precisamente, erano disponibili dei propulsori da 7,2 L di cilindrata (utilizzato dal 1966 al 1968), da 7 L (montato nel 1965), da 6,8 L (1965), da 6,3 L (1965-1968) e da 5,2 L (1965-1968)

## La quarta serie: 1969–1973

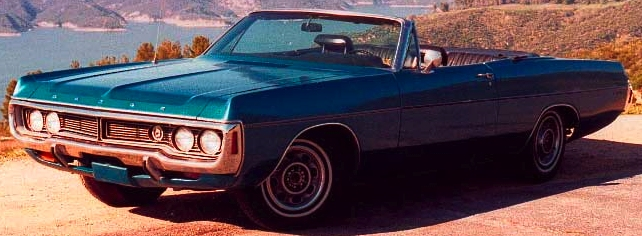
Una Dodge Polara cabriolet del 1970

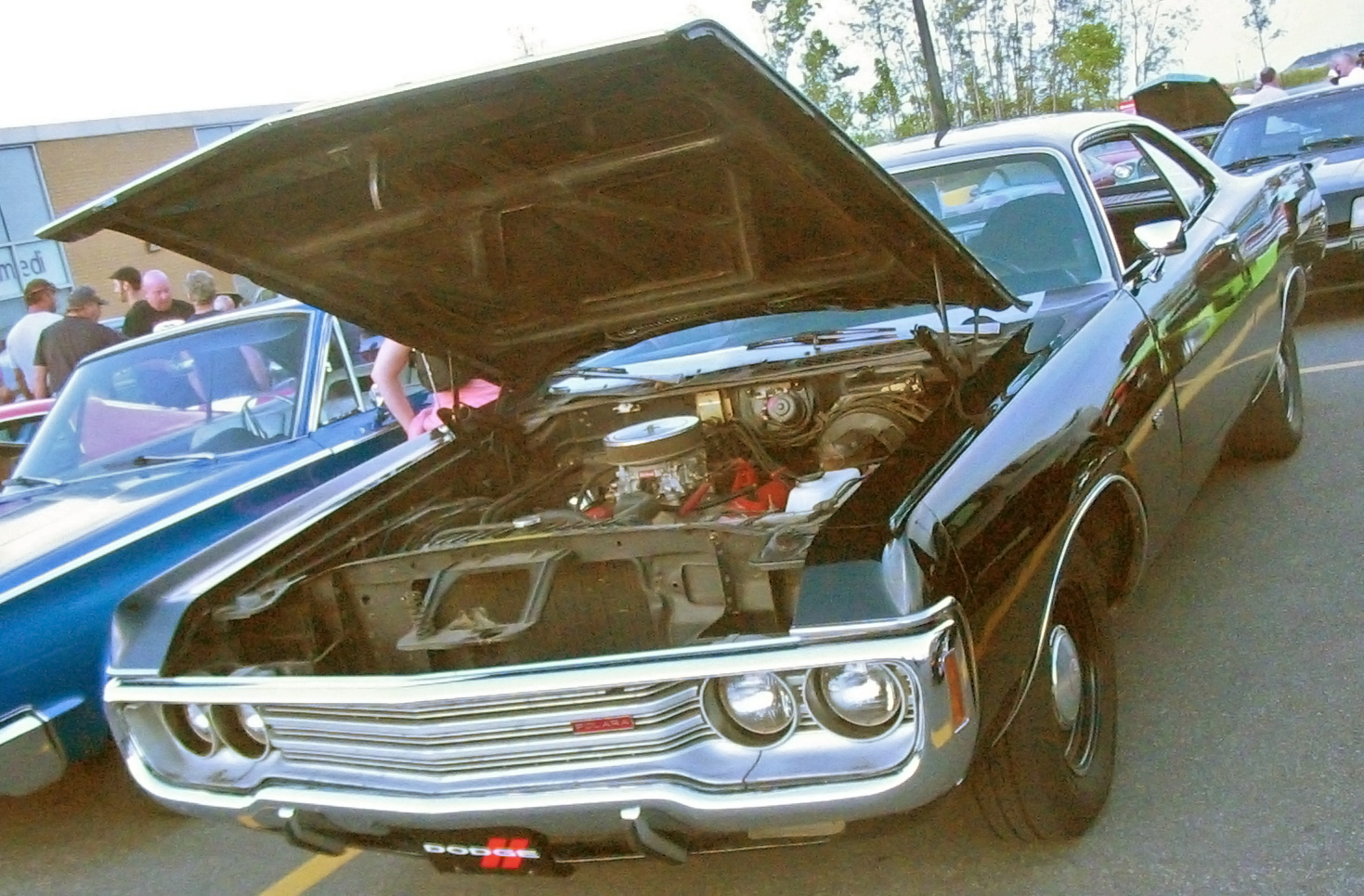
Una Polara coupé del 1971

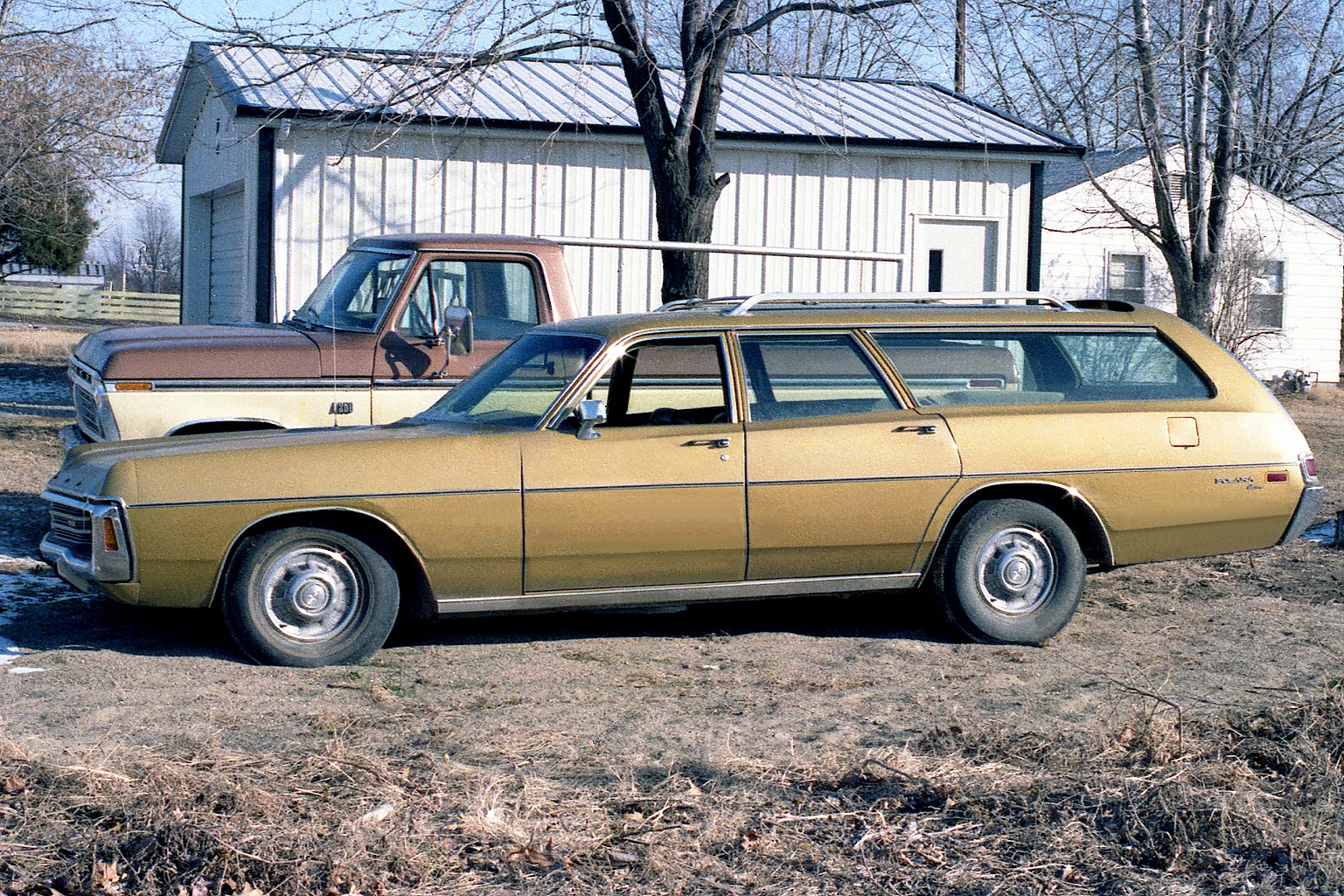
Una Polara familiare del 1971

Mentre i modelli Dodge dei quattro anni precedenti erano caratterizzati da linee tese e pulite che erano frutto delle idee di Elwood Engel, la nuova Polara del 1969 aveva una carrozzeria più sinuosa ed aerodinamica. Questo stile caratterizzò le Polara per cinque anni, durante i quali le modifiche furono minori. La linea risultante comportò un aspetto che apparentemente dava l'impressione di una maggior larghezza del veicolo, perlomeno rispetto alle Polara e Monaco delle serie precedenti. La larghezza reale era però pressoché identica. I modelli del 1969 ebbero in dotazione i poggiatesta anteriori così come richiesto dalle leggi federali.
Nel 1969 la Polara 500 ricomparve sulle scene come modello di media gamma, venendo collocata tra la Polara e la Monaco. La Polara 500 fu disponibile sia in versione cabriolet che in versione coupé. I motori disponibili erano dei V8 da 5,2 L, 5,9 L, 6,3 L, 6,6 L e 7,2 L, ed un sei cilindri in linea da 3,7 L. Nel 1969 fu offerta l'opzione Super-Lite, che prevedeva un faro ausiliario lato conducente.
Nel 1970 la Polara ebbe in dotazione un nuovo frontale ed una nuova parte posteriore. Nell'occasione fu dotata di un paraurti che "avvolgeva" la calandra ed i fari anteriori. La Polara 500 fu sostituita dalla Polara Custom, che era disponibile in versione coupé, berlina hardtop quattro porte e familiare. Era offerta anche la versione Polara Special, che era caratterizzata da un allestimento relativamente "spoglio", e che venne disponibile in versione quattro porte berlina e familiare. Il 1970 fu l'ultimo anno in cui la Polara fu offerta anche in versione cabriolet. Quest'ultima, nell'anno in oggetto, venne prodotta in soli 842 esemplari, rendendo questo modello una vera rarità. Essa fu l'ultima cabriolet full-size venduta dalla Dodge. Alla fine del 1970 la Dodge tolse dai listini il pacchetto "Super-Lite" a causa dello scarso interesse da parte della clientela. Sempre nello stesso anno citato, fu introdotto un sistema che bloccava lo sterzo quando la chiave d'accensione non era inserita nel blocchetto.
La Polara Special fu tolta dai mercati nel 1971. Nell'occasione, venne introdotta una nuova versione, la Polara Brougham, che si collocò sopra la Polara Custom e sotto la Monaco. La Polara Brougham fu disponibile solo in versione coupé e familiare.
Nel 1972 fu operato un facelift significativo che coinvolse i lamierati. Nell'occasione, fu tolta dai mercati la Polara Brougham. Nel 1973 fu aggiornato il frontale, che ora assomigliava a quello dei modelli full-size Chevrolet del 1970. In particolare, fu eliminato il paraurti avvolgente che caratterizzava il modello in precedenza.
Con il passare degli anni, le vendite della Polara calarono di molto. Il modello era infatti eclissato dalla Monaco, e quindi la Dodge decise di togliere dal mercato la Polara dopo il model year 1973. La Monaco, invece, fu offerta ancora per quattro anni e venne sostituita dalla Dodge St. Regis.
Camicie

## La Polara in Argentina ed in Spagna

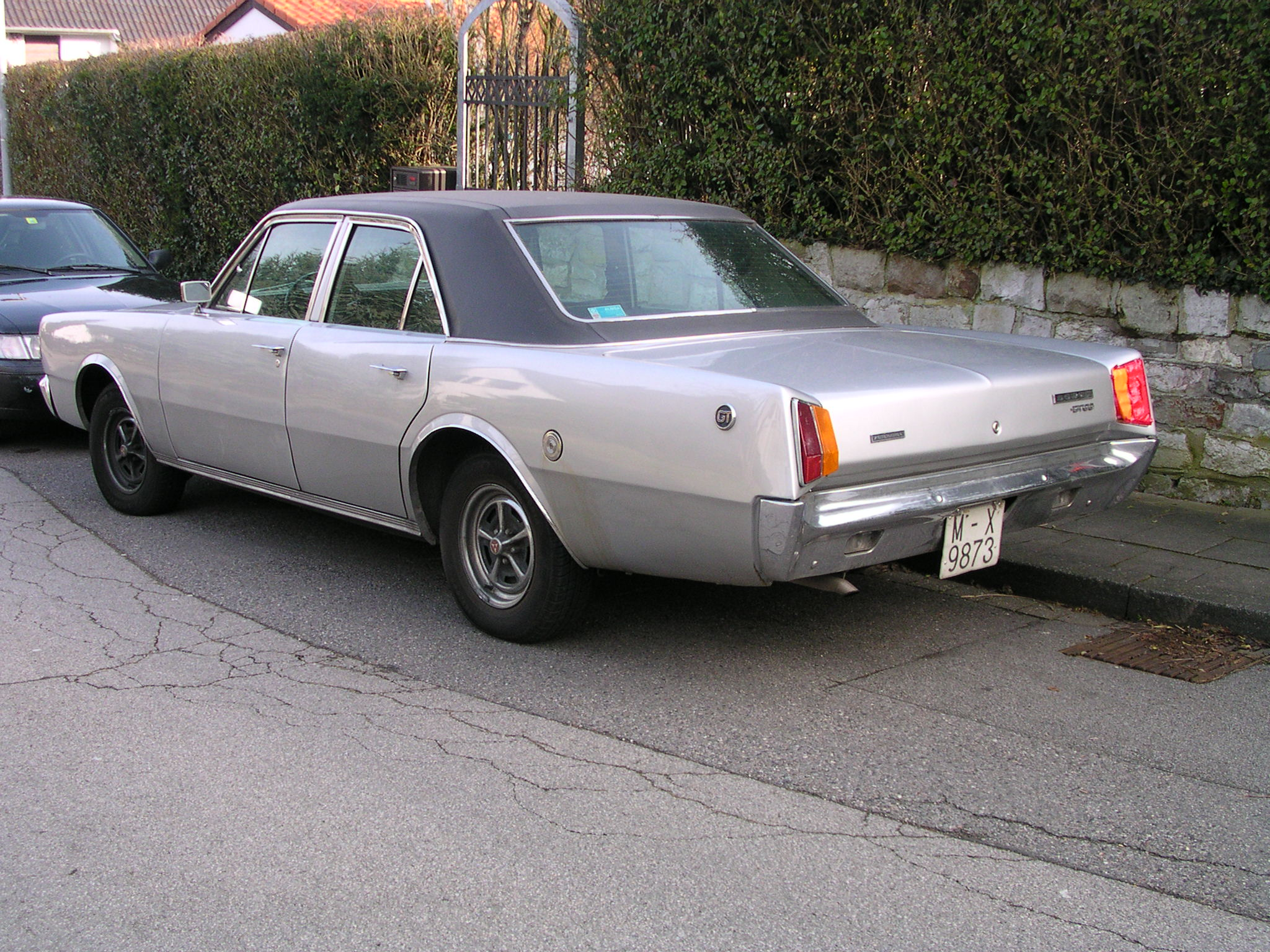
Una Dodge 3700 GT commercializzata in Spagna

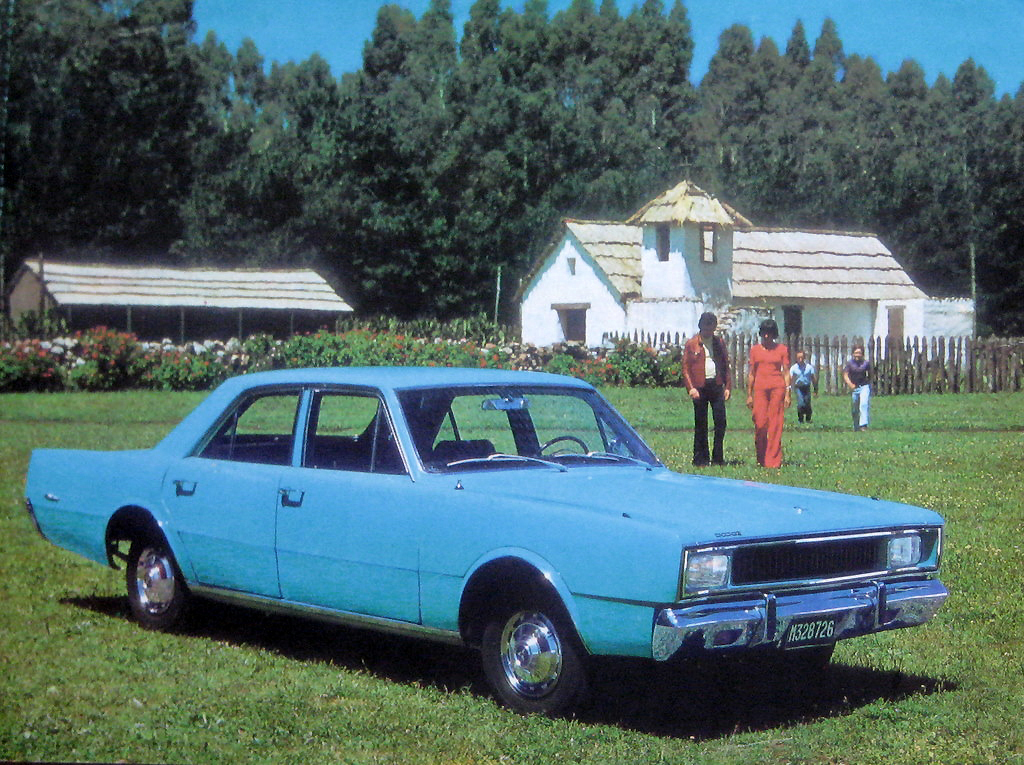
Una Dodge Polara prodotta in Argentina

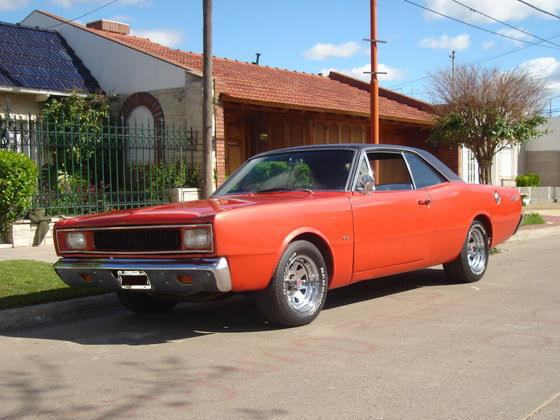
Una Dodge Polara GTX coupé prodotta in Argentina

Una variante della Dodge Dart prodotta negli Stati Uniti venne fabbricata in Argentina dal 1968 al 1980 con il nome Polara. Al nome delle Polara argentine era aggiunta una sigla, R/T e GTX, a cui era associata una versione specifica del modello. I motori disponibili erano tre. Uno aveva una cilindrata di 3,7 L e possedeva una configurazione a sei cilindri in linea, mentre il secondo era un V8 da 5,2 L. Nell'offerta era anche compreso un motore Diesel. Il propulsore V8 da 5,2 L fu ordinato raramente, dato che nel mercato argentino erano molto più richiesti e comuni i motori a quattro e sei cilindri.  I cambi disponibili erano tre: due manuali (a tre o quattro rapporti), ed uno automatico a tre marce Torqueflite. L'aspetto generale di queste Polara argentine, progettate specificatamente per il mercato in oggetto, ricordava quelli della Dodge Charger e della Plymouth Road Runner. Invece, gli interni, specialmente il cruscotto, erano simili a quelli delle Dodge Dart/Plymouth Valiant dei primi anni settanta.
La Polara argentina non fu prodotta in grandi volumi, dato che era difficilmente vendibile in un mercato dove erano molto più comuni i motori a quattro e sei cilindri. Ciò era causato dagli alti consumi di carburante dei motori installati sulla Polara. Durante il periodo in cui fu in produzione, la Polara argentina fu oggetto di diversi aggiornamenti estetici. La rivista specializzata Corsa provò una Polara GTX con motore V8 registrando una potenza erogata di 212 CV a 4.400 giri al minuto ed una coppia di 418 N•m a 2.600 giri al minuto. Il motore del modello provato aveva un rapporto di compressione di 8,5:1. La velocità massima registrata fu invece di 189 km/h, mentre l'accelerazione da 0 a 100 km/h fu di 10,2 secondi.
Ci fu anche un modello, derivante dalla Polara argentina, che venne prodotto in Spagna dal costruttore Barreiros tramite complete knock down. Fu commercializzato con il nome di Dodge 3700. Un esemplare del modello compare nel film Batman di Tim Burton.

## La Polara in Brasile

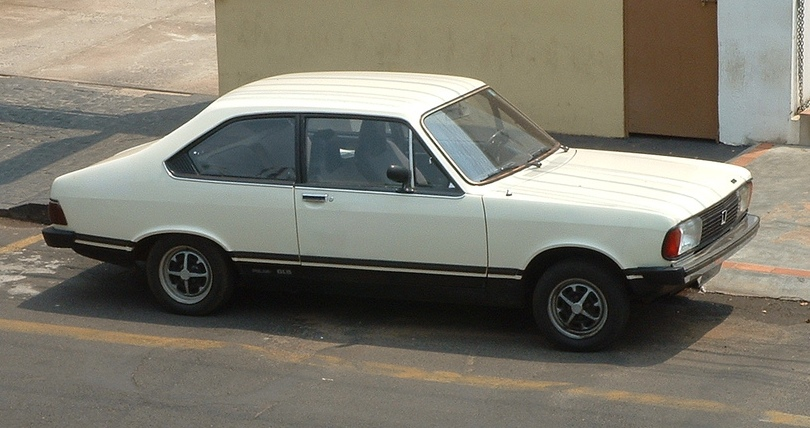
Una Dodge Polara venduta in Brasile

La Dodge Polara fu venduta anche sul mercato brasiliano dal 1977 al 1981. Questo modello era però completamente diverso da quello commercializzato negli Stati Uniti o in Argentina, dato che era sostanzialmente una versione della Chrysler Avenger. Quest'ultima fu venduta negli Stati Uniti all'inizio degli anni settanta come Plymouth Cricket.
Della Polara brasiliana, ci fu anche una versione berlina e familiare prodotta negli anni settanta in Argentina, dove era venduta come Dodge 1500. Il modello fu commercializzato fino al 1980, cioè fino a quando la Volkswagen acquisì la Chrysler Fevre Argentina SAIC e con essa i diritti di produrre la vettura. Dal 1980 al 1988 la vettura fu poi venduta in Argentina come Volkswagen 1500.